# Гофнунгстальська волость
Гофнунгстальська волость — історична адміністративно-територіальна одиниця Тираспольського повіту Херсонської губернії.
Станом на 1886 рік складалася з 2 поселень, 2 сільських громад. Населення — 2549 осіб (1289 осіб чоловічої статі та 1260 — жіночої), 167 дворових господарств. Площа — 181,47 км2.
|                     | Площа, десятин | У тому числі орної, дес. |
| ------------------- | -------------- | ------------------------ |
| Сільських громад    | 5012           | 2454                     |
| Приватної власності | 11598          | 6161                     |
| Казенної власності  | —              | —                        |
| Іншої власності     | —              | —                        |
| Загалом             | 16610          | 8615                     |

Поселення волості:
- Гофнунгсталь — колонія німців при річці Малий Куяльник за 43 версти від повітового міста, 2049 осіб, 120 дворів, лютеранська церква, школа, земська станція, 3 лавки, базар через 2 тижні по понеділках. За 7 верст — школа, лавка. За 10 верст — лютеранський молитовний будинок. За 12 верст — лютеранський молитовний будинок. За 16 верст — лютеранський молитовний будинок, школа, лавка.
- Бердина (Воїнова) — колонія євреїв при річці Середній Куяльник, 500 осіб, 23 двори, єврейський молитовний будинок, винний склад.